# Beinn Dearg (Fannichs)
Beinn Dearg är ett berg i Storbritannien.   Det ligger i kommunen Highland och riksdelen Skottland, i den norra delen av landet, 700 km norr om huvudstaden London. Toppen på Beinn Dearg är 687 meter över havet, eller 119 meter över den omgivande terrängen. Bredden vid basen är 2,2 km.
Terrängen runt Beinn Dearg är huvudsakligen kuperad. Trakten runt Beinn Dearg är nära nog obefolkad, med mindre än två invånare per kvadratkilometer. Omgivningarna runt Beinn Dearg är i huvudsak ett öppet busklandskap.